# 直接行动
直接行动（Direct action）是一种对认知到的伤害做出立即补救的政治实践主义，它反对承诺在晚些时候提供补救的间接行动，例如代表选举。

## 概述
直接行动包括的活动形式有罢工、占据工作地、破坏怠工、静坐、蹲踞，革命、游击战、游行示威、经济破坏或者涂鸦。抵抗冲突较小的形式有联合抵制，建立激进社区团体，以及在街上演出舞台剧。直接行动经常（但不是全部）是一种国民不服从抵抗的形式，因此有时会违反法律。例如经济破坏活动是违法的，而示威游行并不违法（在大部分民主立宪制国家）。在他们能力范围内利用资源，直接行动参与者的目的不外乎以下两点：
- 阻碍另一方的政治官员或政治组织执行运动分子所反对的行动实践；或者，
- 解决当选的官员没有请愿的政治问题。

由于一些直接行动的参与者们同时也会作为更大运动的一部分参加某些“间接行动”（例如选举投票），一些直接行动的支持者认为这种政治修正主义者对带来有意义的改革将没有任何作用。反对修正主义者的间接行动的理由是：党派政治给予了（已知的）压制性的民主制州或政府机构合法性。无政府主义者埃玛·戈尔德曼有过言论阐述这种观点：“如果投票会改变任何事情，他们会把它列为非法行为。”在这个引句中，戈德曼所说的“他们”，大致应该是指的民主主义者，自由主义政客，以及商业精英。

## 历史
直接行动的战略自从人类斗争存在以来就一直有所发生，但直接行动被发展成理论主要是在劳动斗争的背景之下。威廉·梅勒在他1920年出版的书《直接行动》中，将直接行动十分牢固地放置在工人与雇主之间为了控制“社会经济生活”的斗争之中。梅勒定义直接行动“是那些拥有权利的人利用某些形式的经济力量来确保他们的终极渴望得到满足.”梅勒认为直接行动既是资产拥有者的工具，也是工人们的工具，因此，他的定义中不仅包括了关闭工厂、企业联合，也包括了罢工和怠工破坏。然而，这个时期的美国无政府主义者和女权主义者沃尔泰林·德·克莱若已经给与了直接行动以强烈的拥护，将它与国内权利斗争联系起来：
“救世军”曾经强而有力地使用直接行动来维护它的会员自由言论，机会，以及祷告的权利。一次又一次地，他们被拘捕，罚款和判刑……直到他们最终迫使他们的迫害者们不再干涉他们。”（克莱若写，未注明日期）
到了二十世纪中期，直接行动的活动范围已经毫无疑问地扩张了，虽然这个短语的含义反倒可能有所缩小。大多数的运动目的都是为了社会的改变，最为突出的有那些要求选举权的；改善工作条件的；公民权利的；停止堕胎的；停止旧城改造的，以及环境保护的，他们都会采用至少一些形式的暴力或者非暴力的直接行动。
“反对核武器运动”利用了直接行动的形式，尤其是在1980年代尤为集中。各反对巡航导弹进入英国的团体，采取的战略有：闯入战略美国空军基地，封锁道路以阻止军队护送和瓦解军事计划。在美国，这整整十年中也有着众多的抗议活动反对核子能源，核子武器，以及军事介入。许多团体也建立起半永久性的“和平阵营”在空军基地外面，例如莫勒斯瓦(Molesworth)和平阵营，格林汉科门(Greenham Common)和平阵营，以及在内华达试验基地设立的和平阵营。
1999年，反全球化运动者们在全世界竖起了头条，用直接行动的战略例如阻塞交通和毁坏企业财产，强迫1999年西雅图世界贸易组织部长会议提前结束。
近几年最大型的直接行动之一于2003年伊拉克战争开始后的第二天发生在美国旧金山。两万人充斥着街道，旧金山市中心的各个地方，从自己家中到军事相关企业例如贝切尔集团,美国最大的工程公司）共有超过2000人在“亲密团体”（一种人数为3-20人之间的进行直接行动的小型团体，团员间无上下级之分）行动中被捕（参见2003年3月20日反战争抗议）.另一个更为成功的大规模直接行动的例子是发生在澳大利亚悉尼的2005年(科勒努拉大暴动，这次运动很大程度地达到了白澳主义运动分子想要种族清扫科勒努拉(Cronulla)的目的。
直接行动也在小规模活动中被运用。流亡者萨利姆·蓝波就因为在他被从英国遣送回刚果民主共和国的飞机上有一个人拒绝坐下而被救了。在飞机被延误了2个小时以后，那个人被拘捕了，但是机长也因此拒绝蓝波搭载他的飞机。萨利姆·蓝波最终被国家监禁所释放，直到今天仍然保持自由。

## 非暴力直接行动
非暴力直接行动（英文简称NVDA）是指任何不依靠武力战略形式的直接行动。圣雄甘地关于“真理的力量”的教导给了许多非暴力直接行动实践主义者们以启发。1963年，美国内战领袖馬丁·路德·金恩在他从伯明翰监狱里写的信(Letter from Birmingham Jail)里这样描述非暴力直接行动的目标：“非暴力直接行动是要力求去创造一种危机和培养一种紧张，使得那些不断拒绝协商的团体被强迫面对问题。它力求让问题变得戏剧化，好让它不再被忽视。”
关于破坏财产的行为是否能够被包含在非暴力的范围之内是人们争论的焦点之一。有关组织对于这个问题的回应的最好例证莫过于使用财产破坏和经济破坏活动作为行动策略的地球解放阵线和动物解放阵线。虽然这类型的行动通常会被视作是暴力的一种形式，甚至于被视为恐怖主义，支持者们却将暴力行为定义为直接对生物（包括人和其他动物）造成伤害的行为，而不包括财产。
在美国，“直接行动”这个短语就直接意味着国民反抗以及全面的抗议，尤其是那些不在乎是否要预防暴力行为发生的组织。20世纪80年代，美国加利福尼亚州一个称为Livemore行动团体的直接行动抗议团体将他们的报纸命名为《直接行动》。这份报纸总共发行了25期，报道涵盖了全世界几百个非暴力行动。《直接行动：一部历史小说》这本书的名字就取自这份报纸，并记录了旧金山海湾地区的几十个运动。
“直接行动”也成为了至少2各恐怖主义组织的绰号：法国的Action Directe以及加拿大一个被大多数人称作Squamish Five的组织。直接行动也是澳大利亚劳工的一本杂志名称。英国“团结同盟”(Solidarity Federation)目前仍在出版一本叫做《直接行动》的杂志。

## 直接行动与无政府主义
直接行动是许多无政府主义理论流派的中心原则，这些流派有：无政府工团主义、无政府共产主义、暴动无政府主义、绿色无政府主义及无政府和平主义。

### 一些采取直接行动的团体
- 动物解放阵线
- ACT UP，艾滋病解放力量联盟
- Cypherpunk（英语：Cypherpunk），“加密朋克”组织
- 地球优先！
- 要食物不要炸弹组织
- 绿色和平
- 世界产业工人
- Landless Workers' Movement（英语：Landless Workers' Movement），巴西无地工人运动
- MindFreedom International（英语：MindFreedom International），世界精神卫生组织
- Not Dead Yet，“还没死呢”组织
- Operation Rescue（英语：Operation Rescue），“手术营救”组织
- 收復街道
- Students for a Democratic Society，新民主社会学生党
- Trident Ploughshares（英语：Trident Ploughshares），英国“三叉戟耜”反核武器组织
- WOMBLES（英语：WOMBLES），英国“建立实际自由斗争白色工装反资本主义运动”
- 本土行动
- 學聯社會運動資源中心（自治八樓） （页面存档备份，存于）
- 學民思潮